# Crambus varii
Crambus varii là một loài bướm đêm trong họ Crambidae.